# Marienchor
Marienchor ist seit dem 1. Januar 1973 ein Ortsteil der Gemeinde Jemgum im Landkreis Leer in Niedersachsen. Ortsvorsteher ist Wilfried-Otto Boekhoff.

## Lage, Gebiet und Geologie
Die Reihensiedlung Marienchor liegt in der Mitte des Niederrheiderlandes am Weg von Nendorp nach Weener und Bunde. Insgesamt bedeckt die Gemarkung eine Fläche von 457 ha und ist damit der nach Fläche zweitkleinste Ortsteil Jemgums. Der Untergrund besteht größtenteils aus Organomarsch und Knickmarsch, die von Nieder- und Hochmoorgebieten unterlagert ist. Der besiedelte Teil des Ortes liegt leicht erhöht auf einer Sandinsel, auf etwa 0,2 bis 1,4 m ü. NHN. Das Umland befindet sich dagegen etwa auf Meereshöhe. Der tiefste Punkt wird bei etwa 0,8 m unter NHN erreicht.

## Geschichte
Der Bereich um Marienchor bestand ursprünglich aus schlecht nutzbaren, niedrig gelegenem Meedland. Nördlich des Ortes lag das Marienchorer Meer, ein Binnensee. Die Aufstrecksiedlung Marienchor ist vermutlich hochmittelalterlichen oder spätmittelalterlichen Ursprungs. Den Namen nach handelt es sich um eine Tochtersiedlung von Critzum. Möglicherweise ging die Initiative zur Besiedelung von der nahe gelegenen Kommende Dünebroek aus. Darauf deuten Flurnamen wie Kloster oder Klosterhäuser hin. Die Kommende hatte zwei Bauernhöfe sowie die Patronatsrechte von Marienchor inne. Erstmals wird der Ort im Jahre 1472 als Marienkoer urkundlich genannt.  Spätere Bezeichnungen sind Krytzemewalt  (um 1475), Crismerwolt alias corus virginis (um 1500), Mariencour (1564) und Marien Kohr (1645). Die heutige Schreibweise ist seit 1825 amtlich. Der Name bedeutet übertragen Kirche der (Jungfrau) Maria und weist auf die örtliche St.-Maria-Kirche hin.
Nach der Aufteilung des mittelalterlichen Rheiderlands zu Beginn der Neuzeit in Oberrheiderland und Niederrheiderland wurde das Niederrheiderland dem Amt Emden zugeordnet. Marienchor bildete seither eine Gemeinde in der Vogtei Jemgum im Amt Emden. Dieses lösten die neuen Machthaber während des Napoleonischen Zeitalters auf. Unter niederländischer und später französischer Herrschaft war Marienchor ab 1807 Teil des Kantons Jemgum im Arrondissement Winschoten. Dieser war wiederum eine Untergliederung des Département Ems-Occidental und damit Teil des Groninger Landes. Nach dem Wiener Kongress schufen die neuen Machthaber aus dem Königreich Hannover 1817 das Amt Jemgum, dem Marienchor bis zu seiner Auflösung 1859 angehörte. Anschließend war es Teil des Amtes Weener, das 1885 zum Kreis Weener wurde. Seit dessen Auflösung im Jahre 1932 gehört Marienchor zum Landkreis Leer.
Ab 1930 war Marienchor ein wichtiger Stützpunkt der NSDAP. Deutlich zeigte sich dies bei der Reichspräsidentenwahl 1932, bei der Adolf Hitler in Marienchor über 70 Prozent der Stimmen auf sich vereinen konnte.
In der Zeit des Nationalsozialismus stand der Prediger Heinrich Gerhard Bokeloh in Opposition zu den neuen Machthabern. Er gehörte der Bekennenden Kirche an und wurde wegen seiner Äußerungen zum Überfall auf Polen im September 1939 verhaftet und kam über Emden in das KZ Oranienburg, wo er zweieinhalb Jahre festgehalten wurde. Während des Krieges bestand an der Brücke über das Coldeborger Tief eine Scheinwerferstellung. Im April 1945 richteten die Kanadier in Marienchor eine Artilleriestellung ein, von der aus sie Emden beschossen. In dieser Zeit musste der nördliche Teil von Marienchor für sechs Tage geräumt werden. Der Ort war zudem für Kanadier, Zwangsarbeiter und Kriegsgefangene zur Plünderung freigegeben.
In der unmittelbaren Nachkriegszeit lag der Anteil der Flüchtlinge und Vertriebenen an der Dorfbevölkerung bei 29,2 Prozent. Bis 1950 stieg er auf 39,7 Prozent und lag damit deutlich über den mittleren Werten in Ostfriesland. Dies lag zum einen daran, dass der Landkreis Leer unter den drei ostfriesischen Landkreisen am stärksten mit Ostflüchtlingen belegt war, weil er – im Gegensatz zu den Landkreisen Aurich und Wittmund – nicht als Internierungsgebiet für kriegsgefangene deutsche Soldaten diente. Zum anderen galt Marienchor als relative reiche und gut versorgte Marschengemeinde.
1961 schloss sich Marienchor mit den Gemeinden Jemgum, Midlum, Holtgaste, Critzum und Böhmerwold zur ersten Samtgemeinde Niedersachsens zusammen.
Am 1. Januar 1973 wurden im Zuge der niedersächsischen Kommunalreform die Gemeinden Jemgum, Böhmerwold, Critzum, Ditzum, Hatzum, Holtgaste, Marienchor, Midlum, Nendorp, Oldendorp und Pogum zur Einheitsgemeinde Jemgum zusammengefasst.

## Bevölkerungsentwicklung
Mit 38 Einwohnern ist Marienchor der kleinste Ortsteil der Gemeinde Jemgum. Die Bevölkerungszahl ist seit den 1950ern stark rückläufig.
| Jahr      | 1823 | 1848 | 1871 | 1885 | 1905 | 1925 | 1933 | 1939 | 1946 | 1950 | 1956 | 1961 | 1994 | 2005 | 2015 |
| Einwohner | 93   | 120  | 100  | 115  | 116  | 112  | 104  | 103  | 167  | 156  | 79   | 87   | 55   | 45   | 38   |